# マークフロントタワー曳舟
マークフロントタワー曳舟（マークフロントタワーひきふね）は、東京都墨田区京島に所在する超高層マンション。

## 概要
京成曳舟駅前東第二南地区第一種市街地再開発事業によって建設された。駅前に接しながら古い民家や工場が密集していたため、当時高架化工事を進めていた京成曳舟駅を契機に駅前整備を目的とした再開発事業が始められた。駅前に建設される駅前広場に隣接しており、1階には商業施設が入居、2階～5階には区立ひきふね図書館が入居する複合施設となった。隣接する街区に置いても再開発事業が行われた。

## 歴史
- 2003年（平成15年）11月 - 準備組合設立[5][4]。
- 2006年（平成18年）12月7日 - 都市計画決定[6]。
- 2007年（平成19年）11月14日 - 組合設立認可[6]。
- 2010年（平成22年）2月 - 権利変換認可[5]。
- 2010年（平成22年）10月 - 着工[5]。
- 2012年（平成24年）10月 - 竣工[5]。

## アクセス
- 京成押上線 京成曳舟駅から徒歩1分